# Елліотт (Міссісіпі)
Елліотт (англ. Elliott) — переписна місцевість (CDP) в США, в окрузі Ґренада штату Міссісіпі. Населення — 990 осіб (2010).

## Географія
Елліотт розташований за координатами 33°41′29″ пн. ш. 89°45′9″ зх. д. / 33.69139° пн. ш. 89.75250° зх. д. (33.691254, -89.752453).  За даними Бюро перепису населення США в 2010 році переписна місцевість мала площу 11,72 км², уся площа — суходіл.

## Демографія
Згідно з переписом 2010 року, у переписній місцевості мешкало 990 осіб у 367 домогосподарствах у складі 274 родин. Густота населення становила 84 особи/км².  Було 435 помешкань (37/км²).
Расовий склад населення:
| - 80,9 % — білих - 17,5 % — чорних або афроамериканців |

До двох чи більше рас належало 1,0 %. Частка іспаномовних становила 1,2 % від усіх жителів.
За віковим діапазоном населення розподілялося таким чином: 29,8 % — особи молодші 18 років, 58,6 % — особи у віці 18—64 років, 11,6 % — особи у віці 65 років та старші. Медіана віку мешканця становила 33,8 року. На 100 осіб жіночої статі у переписній місцевості припадало 88,6 чоловіків;  на 100 жінок у віці від 18 років та старших — 79,6 чоловіків також старших 18 років.
Середній дохід на одне домашнє господарство  становив 27 782 долари США (медіана — 30 341), а середній дохід на одну сім'ю — 29 306 доларів (медіана — 30 713). За межею бідності перебувало 39,5 % осіб, у тому числі 61,4 % дітей у віці до 18 років та 17,3 % осіб у віці 65 років та старших.
Цивільне працевлаштоване населення становило 381 особу. Основні галузі зайнятості: виробництво — 60,9 %, будівництво — 15,0 %, роздрібна торгівля — 7,6 %, сільське господарство, лісництво, риболовля — 4,7 %.